# Tương tư

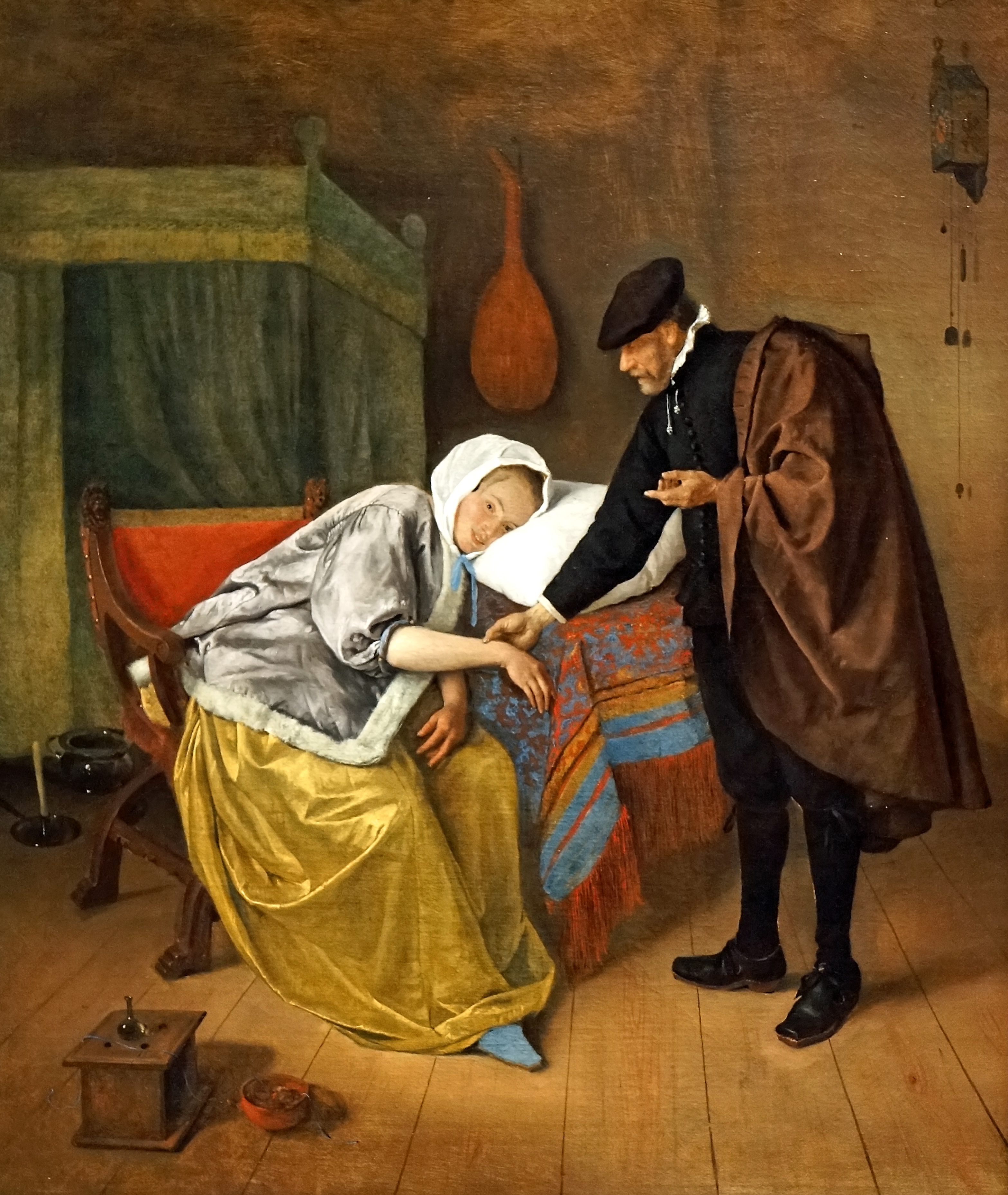
Họa phẩm về một quý cô đang tương tư

Tương tư (tiếng Anh: Lovesickness) là nỗi nhớ nhung người khác một cách mòn mỏi, day dứt, bồn chồn hay có tâm trạng lo lắng không yên, đam mê kéo dài tuyệt vọng đối với người đó. Y học hiện đại chia hiện tượng tương tư ra những giai đoạn sau:
- Giai đoạn báo động: Là khi cảm thấy lo lắng, bất an, hồi hộp. Về mặt sinh lý, tim đập nhanh, tăng nhịp thở và huyết áp..., có thể làm thay đổi tâm lý và lối sống bình thường.
- Giai đoạn chống đỡ: Sự lo lắng và tuyệt vọng lúc này trở thành một nỗi ám ảnh thường trực, theo thời gian làm bệnh nhân suy nhược tinh thần và thể chất.
- Giai đoạn stress: Sự tương tư trở thành bệnh lý. Các rối loạn tâm thần, rối loạn cơ thể và tập tính xuất hiện tạm thời hoặc liên tục, có thể đưa đến tử vong do các bệnh cơ hội khác.